# کاذب‌خزندگان
کاذب‌خزندگان (نام علمی: Nothosauridae) نام یک تیره از بالاخانواده کاذب‌خزنده‌سانان است.